# 1979년 일본 프로 야구 올스타전
1979년 일본 프로 야구 올스타전은 1979년 7월 21일과 7월 22일, 7월 24일에 열린 일본 프로 야구의 올스타전 경기이다.

## 개요
전년도 일본 시리즈 우승을 달성한 야쿠르트 스왈로스 감독 히로오카 다쓰로가 센트럴 리그 올스타팀을 이끌었고 퍼시픽 리그 우승 팀 한큐 브레이브스 감독 가지모토 다카오가 퍼시픽 리그 올스타팀의 지휘를 맡은 올스타전이다. 전년도 한큐의 리그 우승을 이끈 감독은 우에다 도시하루였지만 야쿠르트와의 일본 시리즈 7차전에서 당시 야쿠르트 소속이던 오스기 가쓰오가 기록한 홈런에 이의를 제기하며 1시간 19분에 걸친 항의 사건에 대한 책임을 지고 감독직에서 물러난 바 있다.
1979년에는 센트럴·퍼시픽 양대 리그가 출범한 지 30주년이 되는 해였는데 이를 기념하여 올스타전 출전한 선수와 코치는 가로로 3개의 줄이 새겨진 모자를 착용했다. 이 해에는 많은 신기록이 나왔는데 1차전에서는 팬 투표 선출 횟수 역대 1위 타이 기록을 세웠던 센트럴 올스타팀의 오 사다하루(요미우리)가 단독 1위에 해당되는 올스타전 통산 10호 홈런을 날렸고 2차전에서는 퍼시픽 올스타팀의 야마다 히사시(한큐)가 올스타전 역대 1위인 6승을 올렸다. 3차전에서는 한 경기 최다가 되는 8개의 홈런이 나왔다.
또한 본래의 순서라면 1차전 주관 구단은 긴테쓰 버펄로스가 치르기로 돼있었으나 개최 당시 홈구장이었던 닛폰 생명 구장은 2만 명을 넘는 수용 인원 규정을 충족시키지 못했고 후지이데라 구장은 야간 경기 시설이 정비돼 있지 않았던 탓에 난카이 호크스의 홈구장인 오사카 구장으로 대체하고 개최권도 난카이로 넘어갔다(1959년, 1967년, 1973년과 동일함).

## 출장 선수
| 센트럴 리그 | 센트럴 리그       | 센트럴 리그 | 센트럴 리그 |
| ----------- | ----------------- | ----------- | ----------- |
| 감독        | 히로오카 다쓰로   | 야쿠르트    |             |
| 코치        | 나가시마 시게오   | 요미우리    |             |
| 코치        | 고바 다케시       | 히로시마    |             |
| 투수        | 고바야시 시게루   | 한신        | 4           |
| 투수        | 가지마 겐이치     | 야쿠르트    | 2           |
| 투수        | 니우라 히사오     | 요미우리    | 4           |
| 투수        | 가토 하지메       | 요미우리    | 5           |
| 투수        | 에나쓰 유타카     | 히로시마    | 12          |
| 투수        | 히라마쓰 마사지   | 다이요      | 8           |
| 투수        | 엔도 가즈히코     | 다이요      | 첫 출장     |
| 투수        | 후지사와 기미야   | 주니치      | 첫 출장     |
| 투수        | 미사와 준         | 주니치      | 첫 출장     |
| 투수        | 호시노 센이치     | 주니치      | 5           |
| 투수        | 에모토 다케노리   | 한신        | 5           |
| 투수        | 기타벳푸 마나부▲  | 히로시마    | 첫 출장     |
| 포수        | 와카나 요시하루   | 한신        | 2           |
| 포수        | 오야 아키히코     | 야쿠르트    | 6           |
| 포수        | 기마타 다쓰히코   | 주니치      | 8           |
| 1루수       | 오 사다하루       | 요미우리    | 20          |
| 2루수       | J. 시핀           | 요미우리    | 5           |
| 3루수       | 가케후 마사유키   | 한신        | 4           |
| 유격수      | 고노 가즈마사     | 요미우리    | 3           |
| 내야수      | 미무라 도시유키   | 히로시마    | 4           |
| 내야수      | 다카하시 요시히코 | 히로시마    | 첫 출장     |
| 내야수      | 오시마 야스노리   | 주니치      | 2           |
| 내야수      | 다카기 모리미치   | 주니치      | 4           |
| 외야수      | 야마모토 고지     | 히로시마    | 7           |
| 외야수      | 와카마쓰 쓰토무   | 야쿠르트    | 8           |
| 외야수      | M. 레인베크       | 한신        | 첫 출장     |
| 외야수      | 스기우라 도루     | 야쿠르트    | 첫 출장     |
| 외야수      | 나카쓰카 마사유키 | 다이요      | 5           |
| 외야수      | 이노우에 히로아키 | 주니치      | 2           |

| 퍼시픽 리그 | 퍼시픽 리그       | 퍼시픽 리그 | 퍼시픽 리그 |
| ----------- | ----------------- | ----------- | ----------- |
| 감독        | 가지모토 다카오   | 한큐        |             |
| 코치        | 니시모토 유키오   | 긴테쓰      |             |
| 코치        | 오사와 게이지     | 닛폰햄      |             |
| 투수        | 다카하시 나오키   | 닛폰햄      | 4           |
| 투수        | 야마다 히사시     | 한큐        | 8           |
| 투수        | 이마이 유타로     | 한큐        | 첫 출장     |
| 투수        | 미우라 히로유키   | 한큐        | 첫 출장     |
| 투수        | 무라타 다쓰미     | 긴테쓰      | 첫 출장     |
| 투수        | 야나기다 유타카   | 긴테쓰      | 2           |
| 투수        | 이모토 다카시     | 긴테쓰      | 첫 출장     |
| 투수        | 야마우치 신이치   | 난카이      | 5           |
| 투수        | 무라타 조지       | 롯데        | 7           |
| 투수        | 마쓰누마 히로히사 | 세이부      | 첫 출장     |
| 포수        | 나시다 마사타카   | 긴테쓰      | 첫 출장     |
| 포수        | 다부치 고이치     | 세이부      | 10          |
| 포수        | 나카자와 신지     | 한큐        | 4           |
| 1루수       | 가시와바라 준이치 | 닛폰햄      | 2           |
| 2루수       | B. 마르카노       | 한큐        | 4           |
| 3루수       | 후루야 히데오     | 닛폰햄      | 2           |
| 유격수      | 다카시로 노부히로 | 닛폰햄      | 첫 출장     |
| 내야수      | 가토 히데지       | 한큐        | 8           |
| 내야수      | 시마타니 긴지     | 한큐        | 5           |
| 내야수      | 후지와라 미쓰루   | 난카이      | 4           |
| 내야수      | 고노 다카유키     | 난카이      | 첫 출장     |
| 내야수      | 아리토 미치요     | 롯데        | 10          |
| 외야수      | 후쿠모토 유타카   | 한큐        | 9           |
| 외야수      | 시마다 마코토     | 닛폰햄      | 첫 출장     |
| 외야수      | 도이 마사히로     | 세이부      | 15          |
| 외야수      | L. 리             | 롯데        | 2           |
| 외야수      | 백인천            | 롯데        | 4           |
| 외야수      | 히라노 미쓰야스   | 긴테쓰      | 첫 출장     |

- 굵은 글씨는 팬 투표로 선출된 선수, ▲는 출장 사퇴 선수 발생에 의한 보충 선수.

## 올스타전 경기 결과

### 1차전

#### 스코어
| 팀 | 1 | 2 | 3 | 4 | 5 | 6 | 7 | 8 | 9 | R  | H  | E |
| 센트럴 | 0 | 0 | 0 | 3 | 0 | 0 | 3 | 0 | 5 | 11 | 13 | 0 |
| 퍼시픽 | 0 | 0 | 0 | 0 | 0 | 0 | 0 | 0 | 2 | 2  | 5  | 1 |
| 승리 투수: 에나쓰 유타카(히로시마) 패전 투수: 야마우치 신이치(난카이) 홈런: 센트럴 – 오 사다하루(요미우리·4회 3점) |   |   |   |   |   |   |   |   |   |    |    |   |

#### 출장 선수
| 센트럴 | 센트럴 | 센트럴            |
| 타순   | 수비   | 선수              |
| ------ | ------ | ----------------- |
| 1      | (유)   | 다카하시 요시히코 |
| 2      | (중)   | 야마모토 고지     |
| 3      | (三)   | 가케후 마사유키   |
| 4      | (一)   | 오 사다하루       |
| 5      | (우)   | J. 시핀           |
| 6      | (좌)   | M. 레인베크       |
| 7      | (二)   | 고노 가즈마사     |
| 8      | (포)   | 와카나 요시하루   |
| 9      | (투)   | 에모토 다케노리   |

| 퍼시픽 | 퍼시픽 | 퍼시픽          |
| 타순   | 수비   | 선수            |
| ------ | ------ | --------------- |
| 1      | (중)   | 후쿠모토 유타카 |
| 2      | (유)   | 후지와라 미쓰루 |
| 3      | (三)   | 시마타니 긴지   |
| 4      | (一)   | 가토 히데지     |
| 5      | (좌)   | L. 리           |
| 6      | (二)   | B. 마르카노     |
| 7      | (우)   | 히라노 미쓰야스 |
| 8      | (포)   | 나시다 마사타카 |
| 9      | (투)   | 야나기다 유타카 |

#### 수상 선수
MVP
- 오 사다하루(요미우리)

### 2차전

#### 스코어
| 팀 | 1 | 2 | 3 | 4 | 5 | 6 | 7 | 8 | 9 | R | H | E |
| 퍼시픽 | 1 | 0 | 0 | 0 | 0 | 2 | 0 | 0 | 0 | 3 | 9 | 0 |
| 센트럴 | 0 | 0 | 0 | 0 | 0 | 0 | 0 | 0 | 1 | 1 | 6 | 1 |
| 승리 투수: 야마다 히사시(한큐) 패전 투수: 호시노 센이치(주니치) 세이브: 무라타 조지(롯데) 홈런: 센트럴 – 야마모토 고지(히로시마·9회 1점) |   |   |   |   |   |   |   |   |   |   |   |   |

#### 출장 선수
| 퍼시픽 | 퍼시픽 | 퍼시픽          |
| 타순   | 수비   | 선수            |
| ------ | ------ | --------------- |
| 1      | (중)   | 후쿠모토 유타카 |
| 2      | (유)   | 후지와라 미쓰루 |
| 3      | (좌)   | 백인천          |
| 4      | (一)   | 가토 히데지     |
| 5      | (二)   | B. 마르카노     |
| 6      | (三)   | 시마타니 긴지   |
| 7      | (우)   | 시마다 마코토   |
| 8      | (포)   | 나카자와 신지   |
| 9      | (투)   | 야마다 히사시   |

| 센트럴 | 센트럴 | 센트럴            |
| 타순   | 수비   | 선수              |
| ------ | ------ | ----------------- |
| 1      | (유)   | 다카하시 요시히코 |
| 2      | (二)   | 다카기 모리미치   |
| 3      | (三)   | 가케후 마사유키   |
| 4      | (一)   | 오 사다하루       |
| 5      | (중)   | 야마모토 고지     |
| 6      | (우)   | J. 시핀           |
| 7      | (좌)   | M. 레인베크       |
| 8      | (포)   | 기마타 다쓰히코   |
| 9      | (투)   | 호시노 센이치     |

#### 수상 선수
MVP
- 바비 마르카노(한큐)

### 3차전

#### 스코어
| 팀 | 1 | 2 | 3 | 4 | 5 | 6 | 7 | 8 | 9  | R | H | E |
| 퍼시픽 | 0 | 0 | 0 | 1 | 0 | 2 | 0 | 1 | 1  | 5 | 8 | 0 |
| 센트럴 | 0 | 2 | 1 | 0 | 1 | 1 | 0 | 0 | 2X | 7 | 8 | 1 |
| 승리 투수: 니우라 히사오(요미우리) 패전 투수: 야나기다 유타카(긴테쓰) 홈런: 퍼시픽 – 백인천(롯데·4회 1점), 레론 리(롯데·6회 2점), 아리토 미치요(롯데·8회 1점), 가시와바라 준이치(닛폰햄·9회 1점) 센트럴 – 오 사다하루(요미우리·2회 1점, 6회 1점), 야마모토 고지(히로시마·2회 1점, 9회 2점) |   |   |   |   |   |   |   |   |    |   |   |   |

#### 출장 선수
| 퍼시픽 | 퍼시픽 | 퍼시픽          |
| 타순   | 수비   | 선수            |
| ------ | ------ | --------------- |
| 1      | (중)   | 후쿠모토 유타카 |
| 2      | (좌)   | 백인천          |
| 3      | (유)   | 아리토 미치요   |
| 4      | (一)   | 가토 히데지     |
| 5      | (二)   | B. 마르카노     |
| 6      | (三)   | 후루야 히데오   |
| 7      | (우)   | 시마다 마코토   |
| 8      | (포)   | 나시다 마사타카 |
| 9      | (투)   | 다카하시 나오키 |

| 센트럴 | 센트럴 | 센트럴            |
| 타순   | 수비   | 선수              |
| ------ | ------ | ----------------- |
| 1      | (유)   | 다카하시 요시히코 |
| 2      | (우)   | 스기우라 도루     |
| 3      | (三)   | 가케후 마사유키   |
| 4      | (一)   | 오 사다하루       |
| 5      | (중)   | 야마모토 고지     |
| 6      | (좌)   | M. 레인베크       |
| 7      | (포)   | 오야 아키히코     |
| 8      | (二)   | 고노 가즈마사     |
| 9      | (투)   | 고바야시 시게루   |

#### 수상 선수
MVP
- 야마모토 고지(히로시마)

## 같이 보기
- 일본 야구 기구
- 일본 프로 야구 올스타전